# Luigi Roncaglia
Luigi Roncaglia (ur. 10 czerwca 1943 w Roverbelli) – włoski kolarz torowy, dwukrotny medalista olimpijski oraz czterokrotny medalista mistrzostw świata.

## Kariera
Pierwszy sukces w karierze Luigi Roncaglia osiągnął w 1964 roku, kiedy wspólnie z Cencio Mantovanim, Carlo Rancatim i Franco Testą zdobył srebrny medal w drużynowym wyścigu na dochodzenie podczas igrzysk olimpijskich w Tokio. Wynik ten Włosi z Roncaglią w składzie powtórzyli na mistrzostwach świata w San Sebastián w 1965 roku, a na rozgrywanych rok później mistrzostwach we Frankfurcie razem z Cipriano Chemello, Antonio Castello i Gino Pancino był w tej konkurencji najlepszy. W drużynowym wyścigu na dochodzenie Luigi zdobył jeszcze trzy medale w przeciągu dwóch lat. na rozgrywanych w 1967 roku mistrzostwach świata w Amsterdamie w 1967 roku ponownie zdobył srebro, a rok później Włoski zespół w składzie: Cipriano Chemello, Lorenzo Bosisio, Giorgio Morbiato i Luigi Roncaglia wywalczył złoto. Ostatni medal zdobył na igrzyskach olimpijskich w Meksyku, gdzie razem z Morbiato, Chemello, Bosisio i Pancino zajął trzecią pozycję.